# Продрайв
Продрайв (англ. Prodrive) — британская автогоночная команда базирующаяся в Банбери (Оксфордшир).
Команда основана в 1984 году Яном Пэрри и Дэвидом Ричардсом — экс-чемпионом мира по ралли 1981 года (в качестве штурмана Ари Ватанена). Команда стала широко известна после многочисленных успехов автомобилей, подготовленных в его команде на мировой арене (раллийные БМВ М3, Субару Легаси, Субару Импреза). А Ричардс отлично проявил себя в роли промоутера чемпионата мира по ралли, в Формуле 1 он возглавлял команды Benetton и B.A.R.
Большую известность компания приобрела после того, как стала разрабатывать и обслуживать спортивные автомобили для команды Subaru World Rally Team, которая стала базироваться на базе «Продрайва». В чемпионате мира по ралли на автомобилях Субару Импреза были выиграны: чемпионат производителей 1995-97 годов, личные чемпионаты мира в 1995-м (Колин Макрей), 2001-м (Ричард Бёрнс) и 2003-м (Петтер Сольберг). По окончании 2008 года Subaru World Rally Team покинула турнир. Возвращение «Продрайва» в мировое первенство состоялось в 2010-м году с автомобилем Mini John Cooper Works WRC, но на этот раз успехи были гораздо скромнее.
Ателье «Продрайв» также успешно готовила суперкары Феррари и Астон Мартин для гонок серии Гран туризмо, одержав немало побед на этапах. В 2006-м году команда Aston Martin Racing, машины для которой готовила «Продрайв» одержала победу в зачете производителей в самом престижном классе GT1 с моделью Aston Martin DBR9.
Команда «Продрайв» собиралась выступать в Формуле-1, используя купленные шасси McLaren. Её пилотами могли стать тест-пилоты McLaren Гэри Паффетт и Педро де ла Роса. Однако вследствие судебного разбирательства, инициированного командой Williams, использование клиентских шасси не было одобрено, и 23 ноября 2007 Дэвид Ричардс объявил, что команда не будет пытаться принять участие в сезоне-2008. Тем не менее Ричардс находился в поиске путей в Формулу 1 .
Команда подавала заявку на участие в сезоне 2010 Формулы 1, но также безуспешно.